# Rally-VM 1989
Rally-VM 1989 kördes över 13 omgångar. Miki Biasion blev världsmästare.

## Delsegrare
| Rally               | Vinnare          | Märke      |
| ------------------- | ---------------- | ---------- |
| Svenska rallyt      | Ingvar Carlsson  | Mazda      |
| Monte Carlo-rallyt  | Miki Biasion     | Lancia     |
| Portugisiska rallyt | Miki Biasion     | Lancia     |
| Safarirallyt        | Miki Biasion     | Lancia     |
| Korsikanska rallyt  | Didier Auriol    | Lancia     |
| Akropolisrallyt     | Miki Biasion     | Lancia     |
| Nyzeeländska rallyt | Ingvar Carlsson  | Mazda      |
| Argentinska rallyt  | Mikael Ericsson  | Mitsubishi |
| Finska rallyt       | Mikael Ericsson  | Mitsubishi |
| Australienrallyt    | Juha Kankkunen   | Toyota     |
| Sanremorallyt       | Miki Biasion     | Lancia     |
| Elfenbenskustrallyt | Alain Orielle    | Mitsubishi |
| Brittiska rallyt    | Pentti Airikkala | Mitsubishi |

## Slutställning
| Plats | Förare           | Märke      | Poäng |
| ----- | ---------------- | ---------- | ----- |
| 1     | Miki Biasion     | Lancia     | 106   |
| 2     | Alex Fiorio      | Lancia     | 65    |
| 3     | Juha Kankkunen   | Toyota     | 60    |
| 4     | Mikael Ericsson  | Mitsubishi | 50    |
| 5     | Didier Auriol    | Lancia     | 50    |
| 6     | Kenneth Eriksson | Toyota     | 47    |